# Betriebshof Tempelhof

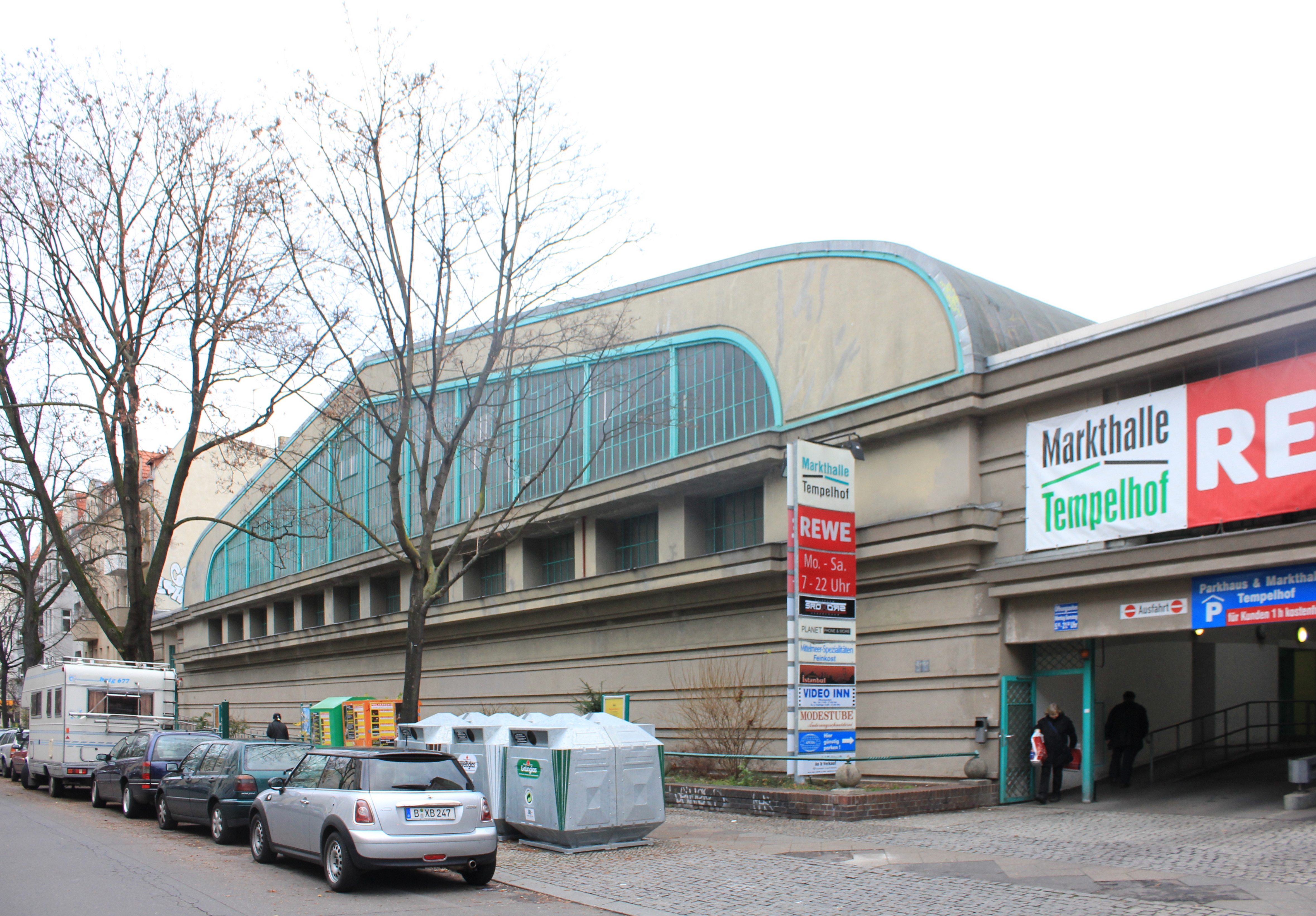
Rückwärtige Ansicht der ehemaligen Wagenhalle, 2010

Der ehemalige Betriebshof Tempelhof war ein bis 1961 von den Berliner Verkehrsbetrieben genutzter Straßenbahn-Betriebshof im Berliner Ortsteil Tempelhof. Auf dem Grundstück befand sich seit 1875 ein Pferdebahn-Betriebshof, der 1899 für den elektrischen Betrieb neu gebaut und 1924/25 nochmals umgebaut wurde. Die letzte, noch vorhandene Halle wurde nach Plänen von Jean Krämer errichtet und steht unter Denkmalschutz. Sie ist seit einem Umbau 2014/15 in das T-Damm-Center integriert.

## Geschichte
Am 15. Juni 1875 eröffnete die Große Berliner Pferde-Eisenbahn (GBPfE; ab 1898 als Große Berliner Straßenbahn, GBS) die Pferdebahnstrecke vom Dönhoffplatz in Berlin nach Tempelhof. Der Betriebshof V wurde am 12. Oktober 1875 in Betrieb genommen. Er war über eine Betriebsstrecke in der Kaiserin-Augusta-Straße mit der regulär genutzten Strecke im Zuge des Tempelhofer Damms verbunden. Zwei britische Kaufleute stellten der GBPfE das Grundstück leihweise zur Verfügung. Auf dem 6780 Quadratmeter großen Grundstück hatten im Jahr 1888 insgesamt 42 Wagen und 204 Pferde eine Unterstellmöglichkeit. 1898 wurde die Halle durch einen Brand zerstört. Die GBS baute den Hof im Folgejahr wieder auf, wobei dieser gleich dem elektrischen Betrieb diente. Die Kapazität wurde auf 60 Wagen erhöht. Zudem musste die Gesellschaft das Grundstück käuflich übernehmen. Der Hof war zusätzlich zur GBS auch Heimatbahnhof für die Linien der Südlichen Berliner Vorortbahn.
Nach der Vereinigung der zahlreichen Berliner Straßenbahnbetriebe unter dem Dach der Berliner Straßenbahn begann diese sowie ihre Nachfolgerin, die Berliner Straßenbahn-Betriebsgesellschaft, mit der Errichtung neuer Betriebshöfe sowie dem Aus- und Umbau von bestehenden Anlagen. Anstelle der 1923 abgetragenen Halle entstand bis 1925 eine größere stützenfreie Halle für 100 Wagen auf 16 Hallengleisen. Der Vorhof fiel dadurch relativ klein aus, so dass die Rangierfahrten auf der Straße stattfinden mussten. Um 1935 erhielt der Hof die Kurzbezeichnung Tem. Trotz des Ausbaus gehörte Tempelhof zu den kleineren Straßenbahnbetriebshöfen in Berlin. Vor allem die Züge der Linien 96 nach Lichterfelde beziehungsweise zur Machnower Schleuse, 99 nach Lichtenrade und 199 (nach 1949: Linie 98) waren hier beheimatet.
Einhergehend mit der Stilllegung der Straßenbahnlinien 98 nach Marienfelde und 99 nach Lichtenrade am 1. Oktober 1961 wurde der Betriebshof von der BVG-West geschlossen. Anschließend war auf dem Gelände bis Mitte der 1990er Jahre die Fahrbereitschaft des Unternehmens untergebracht. Der Vorhof wurde 1972 mit einer Postfiliale bebaut. Die Baudenkmalbehörde stellte den ehemaligen Betriebshof im Mai 1995 unter Denkmalschutz. 1997/98 wurde das Gebäude in eine Markthalle mit Ladenstraße umgebaut und ein Parkdeck eingezogen. 2014/15 wurde das Bestandsgebäude modernisiert und umgebaut. Am Tempelhofer Damm 198–200 wurde zeitgleich ein neues 4-geschossiges Bürogebäude errichtet, über dessen Shopping Mall seither der Zugang erfolgt. Der Gesamtkomplex beherbergt das T-Damm-Center.

## Aufbau
Der Bau aus den Jahren 1924/25 wurde nach Plänen von Jean Krämer errichtet. Anstelle einer kleineren, abgestützten Halle entstand eine stützenfreie Konstruktion mit vollwandigen Stahlbindern. Zwischen diesen wurden kielbogenartig verlaufenden Dachgauben angeordnet, um in der Halle für eine ausreichende Beleuchtung zu sorgen. Die Haupthalle selbst beschreibt einen Tudorbogen ähnlich der Halle des Bahnhofs Friedrichstraße. Längsseitig zur Halle waren Werkstätten und andere Diensträume untergebracht.
Die rückwärtige Seite schließt bündig mit der Miethausbebauung in der Friedrich-Wilhelm-Straße ab. Die Wand ist durch Putzstreifen horizontal untergliedert. Unterhalb des Bogenfeldes ist eine von Gesimsen begrenzte, vertikal geteilte Fensterreihe eingeschoben. Die Vorderseite wies insgesamt 16 Einfahrtore auf, die nach der Schließung 1961 entfernt wurden.